# Esmeraldas (kommun)
Esmeraldas är en kommun i Brasilien.   Den ligger i delstaten Minas Gerais, i den sydöstra delen av landet, 600 km sydost om huvudstaden Brasília. Antalet invånare är 60 153. Arean är 910 kvadratkilometer.
Terrängen i Esmeraldas är kuperad åt nordväst, men åt sydost är den platt.
Följande samhällen finns i Esmeraldas:
- Esmeraldas

Omgivningarna runt Esmeraldas är huvudsakligen savann. Runt Esmeraldas är det ganska tätbefolkat, med 70 invånare per kvadratkilometer.